# 和歌山県道205号上野岩田線
和歌山県道205号上野岩田線（わかやまけんどう205ごう うえのいわだせん）は、和歌山県田辺市から西牟婁郡上富田町に至る一般県道である。

## 概要
田辺市上野から西牟婁郡上富田町岩田に至る。
全線にかけて道が狭く、山の中を通るが、周囲には農地や集落があるため、生活道路として地元住民が利用している。

### 路線データ
- 起点：和歌山県田辺市上野（和歌山県道218号平瀬上三栖線交点）
- 終点：和歌山県西牟婁郡上富田町岩田（立平交差点、国道311号交点、和歌山県道35号上富田南部線・和歌山県道36号上富田すさみ線起点）
- 実延長：6.328 km

## 歴史
- 1974年（昭和49年）7月9日 - 和歌山県が一般県道として上野岩田線を認定[1]。

## 路線状況

### 重複区間
- 和歌山県道35号上富田南部線（西牟婁郡上富田町岡・岡小学校北交差点 - 西牟婁郡上富田町岩田・立平交差点（終点））

### 道路施設

#### 橋梁
- 新中島橋（岡川、西牟婁郡上富田町、和歌山県道35号上富田南部線重複区間内）
- 三宝寺橋（岡川、西牟婁郡上富田町、和歌山県道35号上富田南部線重複区間内）

## 地理

### 通過する自治体
- 和歌山県
  - 田辺市 - 西牟婁郡上富田町

### 交差する道路
| 交差する道路                                                                   | 市町村名 | 市町村名 | 交差する場所 | 交差する場所      |
| ------------------------------------------------------------------------------ | -------- | -------- | ------------ | ----------------- |
| 和歌山県道218号平瀬上三栖線                                                    | 田辺市   | 田辺市   | 上野         | 起点              |
| 和歌山県道35号上富田南部線 重複区間起点                                        | 西牟婁郡 | 上富田町 | 岡           | 岡小学校北交差点  |
| 国道311号                                                                      | 西牟婁郡 | 上富田町 | 岡           | 深見橋東交差点    |
| 和歌山県道219号下川上牟婁線                                                    | 西牟婁郡 | 上富田町 | 岩田         |                   |
| 国道311号 和歌山県道35号上富田南部線 重複区間終点 和歌山県道36号上富田すさみ線 | 西牟婁郡 | 上富田町 | 岩田         | 立平交差点 / 終点 |

### 沿線
- 上富田町立岡小学校
- 和歌山県立南紀はまゆう支援学校
- 上富田町立岩田小学校
- 上富田町立上富田中学校
- 和歌山県立熊野高等学校（終点付近）